# Poona Piagapo

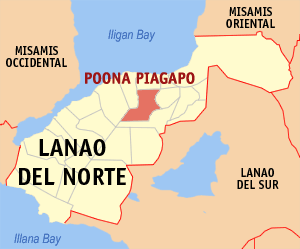
Bản đồ Lanao del Norte với vị trí của Poona Piagapo

Poona Piagapo là một đô thị hạng 5 ở tỉnh Lanao del Norte, Philippines. Theo điều tra dân số năm 2007, đô thị này có dân số 19.818 người.

## Các đơn vị hành chính
Poona Piagapo được chia ra 26 barangay.
| - Alowin - Bubong-Dinaig - Caromatan - Daramba - Dinaig - Cabasaran - Kablangan - Cadayonan - Linindingan - Lumbatan - Lupitan - Madamba - Madaya | - Maliwanag - Nunang - Nunungan - Pantao Raya - Pantaon - Pened - Piangamangaan - Pendolonan - Poblacion (Lumbacaingud) - Sulo - Tagoranao - Tangclao - Timbangalan |